# 人在囧途
《人在囧途》（英語：Lost On Journey）是2010年上映的一部中国大陸公路喜剧电影，由葉偉民执导，文隽监制。该片被指有借鉴约翰·休斯1987年執導的电影《落難見真情》。

## 剧情
春节将近，由于三聚氰胺事件，牛奶厂没钱支付工钱，为回家过年，個性憨厚的工人牛耿（王宝强饰）向厂长逼要薪水，但厂长只给工人幾张欠據让他們自己去讨，于是牛耿踏上了前往长沙的路。李成功（徐峥饰）是一玩具集团老板，為人非常高傲跋扈，這次新春打算回长沙过年，而且情人还要求他回家与老婆离婚。後來牛耿和李成功两人在石家庄机场相遇并开始了一段互相勉勵，改變心路的旅程，他们乘坐了各种交通工具奔波在回家的路上，包括飞机、火车、大巴（两次）、轮渡、面包车和拖拉机，遇到了不少囧事。但是两人还是在荒郊野外度过了大年三十，回首这一路的艰辛，与他们路途中遇到人或事，对两人人生有了很大触动。最终，两人从敌对到成为朋友，牛耿的真诚也改变李成功冷漠的性格，唤起李成功对真情的回归。

## 角色介绍
| 姓名           | 角色     | 备注                                                                                             |
| -------------- | -------- | ------------------------------------------------------------------------------------------------ |
| 徐峥           | 李成功   | 联合公仔文化集团CEO                                                                              |
| 王宝强         | 牛耿     | 幸福牛奶厂资深挤奶工                                                                             |
| 李曼           | 曼妮     | 李成功的小三，不時催促他與原妻離婚並娶自己為妻。                                                 |
| 李小璐         | 娜娜     | 大马的妻子，迁徙于全国各地车站推销商品。                                                         |
| 张歆艺         | 老師     | 跪地求2000元拯救五岁的女儿，但被誤會是騙子，直到有一次被李成功和牛耿追逐討債追到住處才明白一切。 |
| 左小青         | 美丽     | 李成功的妻子。                                                                                   |
| 黃小蕾         | 性感少妇 | 李成功走錯房間睡在一起的女演員                                                                   |
| 邱林（纳西族） | 維尼     | 途中的村长                                                                                       |
| 張超           | 大偉     | 李成功跟牛耿在火車上遇見的帥哥                                                                   |